# Az Angry Birds Toons epizódjainak listája
Ez a szócikk az Angry Birds Toons című sorozat epizódjait listázza.

## Évados áttekintés
| Évad | Évad | Epizód | Eredeti sugárzás  | Eredeti sugárzás  |
| Évad | Évad | Epizód | Évadpremier       | Évadfinálé        |
| ---- | ---- | ------ | ----------------- | ----------------- |
|      | 1    | 52     | 2013. március 16. | 2014. március 8.  |
|      | 2    | 26     | 2014. október 19. | 2015. április 12. |
|      | 3    | 26     | 2015. október 1.  | 2016. május 13.   |

## Évadok

### 1. évad
| #   | #   | Eredeti cím              | Magyar cím (Cartoon Network)     | Rendező(k)                                    | Író(k)                                       | Eredeti bemutató     |
| --- | --- | ------------------------ | -------------------------------- | --------------------------------------------- | -------------------------------------------- | -------------------- |
| 1.  | 1.  | Chuck Time               | Kotyogás Ideje                   | Kim Helminen                                  | Niklas Lindgren, Ian Carney                  | 2013. március 16.    |
| 2.  | 2.  | Where's My Crown?        | Hol van a Koronám?               | Kim Helminen                                  | Niklas Lindgren, Ian Carney                  | 2013. március 23.    |
| 3.  | 3.  | Full Metal Chuck         | Full Metál Chuck                 | Kim Helminen                                  | Ian Carny                                    | 2013. március 30.    |
| 4.  | 4.  | Another Birthday         | Egy másik szülinap               | Kim Helminen                                  | Samuli Valkama, Ian Carney                   | 2013. április 6.     |
| 5.  | 5.  | Egg Sounds               | Tojás hangok                     | Kim Helminen                                  | Samuli Valkama, Ian Carney                   | 2013. április 13.    |
| 6.  | 6.  | Pig Talent               | Malac tehetségkutató             | Kim Helminen                                  | Niklas Lindgren, Ian Carney                  | 2013. április 20.    |
| 7.  | 7.  | Cordon Bleugh            | Kordon Bleugh                    | Chris Sadler, Kim Helminen                    | Niklas Lindgren, Ian Carney                  | 2013. április 27.    |
| 8.  | 8.  | True Blue?               | Igazi kék?                       | Kim Helminen                                  | Niklas Lindgren, Ian Carney                  | 2013. május 4.       |
| 9.  | 9.  | Do as I Say              | Tedd, amit mondok!               | Eric Guaglione                                | Ian Carney, Eric Guaglione                   | 2013. május 11.      |
| 10. | 10. | Off Duty                 | Szolgálaton kívül                | Eric Guaglione                                | Samuli Valkama, Ian Carney, Eric Guaglione   | 2013. május 18.      |
| 11. | 11. | Slingshot 101            | Csúzli 101                       | Chris Sadler, Kari Juusonen                   | Niklas Lindgren, Ian Carney, Eric Guaglione  | 2013. május 25.      |
| 12. | 12. | Thunder Chuck            | Villám Kotyogás                  | Kim Helminen                                  | Ian Carney                                   | 2013. június 1.      |
| 13. | 13. | Gardening with Terence   | Kertészkedés Terenccel           | Eric Guaglione                                | Ian Carney, Stuart Kenworthy, Samuli Walkama | 2013. június 8.      |
| 14. | 14. | Dopeys on a Rope         | Kukák egykötélen                 | Chris Sadler                                  | Stuart Kenworthy                             | 2013. június 15.     |
| 15. | 15. | Trojan Egg               | Trójai tojás                     | Eric Guaglione                                | Ian Carney, Jp Saary, Eric Guaglione         | 2013. június 22.     |
| 16. | 16. | Double Take              | Kétszer kap                      | Chris Sadler, Kari Juusonen                   | Chris Sadler, Jp Saari                       | 2013. június 29.     |
| 17. | 17. | Crash Test Piggies       | Próba malacok                    | Kim Helminen                                  | Stuart Kenworthy                             | 2013. július 6.      |
| 18. | 18. | Slappy-Go-Lucky          | Slappy megy szerencsét próbálni  | Chris Sadler                                  | Ian Carney                                   | 2013. július 13.     |
| 19. | 19. | Sneezy Does It           | Sneezy megcsinálja               | Kari Juusonen                                 | Stuart Kenworthy                             | 2013. július 20.     |
| 20. | 20. | Run Chuck Run            | Fuss, Kotyogás, fuss             | Chris Sadler                                  | Stuart Kenworthy                             | 2013. július 27.     |
| 21. | 21. | Hypno Pigs               | Hypno malacok                    | Kim Helminen                                  | Ian Carney                                   | 2013. augusztus 3.   |
| 22. | 22. | Egg's Day Out            | Tojás szabadnap                  | Eric Guaglione                                | Ian Carney, Ashley Boddy                     | 2013. augusztus 10.  |
| 23. | 23. | Gate Crasher             | Kapu törő                        | Kari Juusonen                                 | Ian Carney                                   | 2013. augusztus 17.  |
| 24. | 24. | Hog Roast                | Malac sült                       | Chris Sadler                                  | Stuart Kenworthy                             | 2013. augusztus 24.  |
| 25. | 25. | The Bird That Cried Pig  | A madár aki rákiáltott a malacra | Kim Helminen                                  | Stuart Kenworthy                             | 2013. augusztus 31.  |
| 26. | 26. | Hamshank Redemption      | Sonka-csülök megváltás           | Kari Juusonen                                 | Stuart Kenworthy                             | 2013. szeptember 7.  |
| 27. | 27. | Green Pig Soup           | Zöld malac leves                 | Kari Juusonen                                 | Glenn Dakin                                  | 2013. szeptember 14. |
| 28. | 28. | Catch Of The Day         | Napi fogás                       | Chris Sadler                                  | Les Sprink, Chris Sadler                     | 2013. szeptember 21. |
| 29. | 29. | Nighty Night Terence     | Éjszakai Terence                 | Eric Guaglione                                | Anastasia Heinzl                             | 2013. szeptember 28. |
| 30. | 30. | Piggy Wig                | Malac paróka                     | Kim Helminen, Thomas Lepeska                  | Glenn Dakin                                  | 2013. október 5.     |
| 31. | 31. | Pig Plot Potion          | Bájital a Disznó telken          | Thomas Lepeska                                | Stuart Kenworthy                             | 2013. október 12.    |
| 32. | 32. | Tooth Royal              | A király foga                    | Kim Helminen                                  | Ian Carney                                   | 2013. október 19.    |
| 33. | 33. | Night Of The Living Pork | Éjszaka az élő sertéssel         | Kari Juusonen                                 | Anastasia Heinzl                             | 2013. október 26.    |
| 34. | 34. | King Of The Castle       | A király kastélya                | Thomas Lepeska                                | Glenn Dakin                                  | 2013. november 2.    |
| 35. | 35. | Love is in the Air       | Szerelem a levegőben             | Chris Sadler                                  | Ian Carney                                   | 2013. november 9.    |
| 36. | 36. | Fired Up                 | Feltüzelve                       | Lauri Konttori, Janne Roivainen, Kim Helminen | Mikko Pöllã, Lauri Konttori, Janne Roivainen | 2013. november 16.   |
| 37. | 37. | Clash of Corns           | Összecsapás a kukoricáért        | Kari Juusonen                                 | Stuart Kenworthy                             | 2013. november 23.   |
| 38. | 38. | A Pig's Best Friend      | Egy malac legjobb barátja        | Avgousta Zourelidi                            | Richard Preddy                               | 2013. november 30.   |
| 39. | 39. | Slumber Mill             | Álom Malom                       | Avgousta Zourelidi                            | Richard Preddy                               | 2013. december 7.    |
| 40. | 40. | Jingle Yells             | Hangos csilingelés               | Eric Guaglione                                | Ian Carney                                   | 2013. december 14.   |
| 41. | 41. | El Porkador!             | A Sertésgátor!                   | Thomas Lepeska, Carl Upsdell                  | Stuart Kenworthy                             | 2013. december 21.   |
| 42. | 42. | Hiccups                  | Csuklás                          | Eric Guaglione                                | Valérie Chappelet                            | 2013. december 28.   |
| 43. | 43. | Butterfly Effect         | A Pillangó hatása                | Thomas Lepeska, Carl Upsdell                  | Ian Carney                                   | 2014. január 4.      |
| 44. | 44. | Hambo                    | Hambo                            | Chris Sadler                                  | David Vinicombe                              | 2014. január 11.     |
| 45. | 45. | Bird Flu                 | Madár Influenza                  | Thomas Lepeska, Carl Upsdell                  | Glenn Dakin                                  | 2014. január 18.     |
| 46. | 46. | Piggies From The Deep    | Malackák a mélyből               | Thomas Lepeska, Carl Upsdell                  | Valerie Chappellet                           | 2014. január 25.     |
| 47. | 47. | Oh Gnome!                | Oh Törpe!                        | Kim Helminer                                  | Glenn Dakin                                  | 2014. február 1.     |
| 48. | 48. | Shrub It In              | Cserjében                        | Kari Juusonen, Meruan Salim                   | Anastasia Heinzl                             | 2014. február 8.     |
| 49. | 49. | The Truce                | A fegyverszünet                  | Chris Sadler                                  | Marie Beardmore, Chris Sadler                | 2014. február 15.    |
| 50. | 50. | Operation Opera          | Opera hadművelet                 | Kim Helminer                                  | Richard Preddy                               | 2014. február 22.    |
| 51. | 51. | Chucked Out              | Kotyogás munkanélküli            | Chris Sadler, Avgousta Zourelidi              | Anastasia Heinzl                             | 2014. július 23.     |
| 52. | 52. | Bomb's Awake             | Bomb ébren                       | Richard Preddy, Stuart Kenworthy              | Chris Sadler, Avgousta Zourelidi             | 2015. április 9.     |

### 2. évad
| #   | #   | Eredeti cím           | Nem hivatalos magyar cím        | Rendező(k)                            | Író(k)                        | Eredeti bemutató   |
| --- | --- | --------------------- | ------------------------------- | ------------------------------------- | ----------------------------- | ------------------ |
| 53. | 1.  | Treasure Hunt         | Kincsvadászat                   | Jari Vaara                            | Valérie Chappellet            | 2014. október 19.  |
| 54. | 2.  | Sweets of Doom        | A Végzet Édessége               | Juanma Sanchez Cervantes              | Anastasia Heinzl              | 2014. október 26.  |
| 55. | 3.  | Party Ahoy            | Parti Ahoj                      | Thomas Lepeska                        | Richard Preddy                | 2014. november 2.  |
| 56. | 4.  | Hide and Seek         | Bújocska                        | Thomas Lepeska                        | Glenn Dakin                   | 2014. november 9.  |
| 57. | 5.  | Sink or Swim          | Elsüllyedni vagy úszni          | Jose Guzman, Juanma Sanchez Cervantes | Stuart Kenworthy              | 2014. november 16. |
| 58. | 6.  | Super Bomb!           | Szuper Bomb!                    | Juanma Sanchez Cervantes              | Stuart Kenworthy              | 2014. november 23. |
| 59. | 7.  | Just So               | Pontosan így                    | Juanma Sanchez Cervantes              | Richard Preddy                | 2014. november 30. |
| 60. | 8.  | The Miracle of Life   | Az Élet Csodája                 | Jari Vaara                            | Agnes Slimovici               | 2014. december 7.  |
| 61. | 9.  | Cave Pig              | Barlanglakó Malac               | Thomas Lepeska                        | Glenn Dakin                   | 2014. december 14. |
| 62. | 10. | Joy To The Pigs       | Öröm a Malacoknak               | Kim Helminen                          | Anastasia Heinzl              | 2014. december 21. |
| 63. | 11. | Dogzilla              | Kutyzilla                       | Thomas Lepeska                        | Stuart Kenworthy              | 2014. december 28. |
| 64. | 12. | Boulder Bro           | Szikla tesó                     | Juanma Sanchez Cervantes              | Richard Preddy                | 2015. január 4.    |
| 65. | 13. | Chuck Mania           | Kotyogás-Mánia                  | Juanma Sanchez Cervantes              | Ian Carney                    | 2015. január 11.   |
| 66. | 14. | Not Without My Helmet | Nem Tudok élni a Sisakom Nélkül | Juanma Sanchez Cervantes              | Valerié Chappellet            | 2015. január 18.   |
| 67. | 15. | Mona Litha            | Mona Litha                      | Thomas Lepeska                        | Glenn Dakin                   | 2015. január 25.   |
| 68. | 16. | Sir Bomb of Hamelot   | Sir Bomb kontra Sir Sonkalot    | Juanma Sanchez Cervantes              | Glenn Dakin, Anastasia Heinzl | 2015. február 25.  |
| 69. | 17. | Bearded Ambition      | Szakáll Becsvágy                | Juanma Sanchez Cervantes              | Ian Carney                    | 2015. február 8.   |
| 70. | 18. | Cold Justice          | Fagyos igazságszolgátatás       | Jose Guzman, Eric Bastier             | Stuart Kenworthy              | 2015. február 15.  |
| 71. | 19. | Slow The Chuck Down   | Lassíts le Kotyogás!            | Thomas Lepeska                        | Richard Preddy                | 2015. február 22.  |
| 72. | 20. | Brutal vs Brutal      | Brutál kontra Brutális          | Thomas Lepeska                        | Glenn Dakin                   | 2015. március 1.   |
| 73. | 21. | Eating Out            | Étkeztetési Gondok              | Eric Bastier, Juan Pedro Alcaide      | Chris Sadler                  | 2015. március 8.   |
| 74. | 22. | The Great Eggscape    | A Nagy Szőkés                   | Juanma Sanchez Cervantes              | Ian Carney                    | 2015. március 15.  |
| 75. | 23. | Sleep Like A Hog      | Aludj úgy mint egy Malac        | Thomas Lepeska                        | Ian Carney                    | 2015. március 22.  |
| 76. | 24. | Bombina               | Bombina                         | Juanma Sanchez Cervantes              | Valerie Chappellet            | 2015. március 29.  |
| 77. | 25. | Pig Possessed         | Malac Rendelkezett              | Thomas Lepeska                        | Stuart Kenworthy              | 2015. április 5.   |
| 78. | 26. | Epic Sax-Off          | Epikus Szaxofon                 | Juan Pedro Alcaide, Eric Bastier      | Agnés Slimovici               | 2015. április 12.  |

### 3. évad
| #    | #   | Eredeti cím          | Nem hivatalos magyar cím    | Rendező(k)                                              | Író(k)                                | Eredeti bemutató   |
| ---- | --- | -------------------- | --------------------------- | ------------------------------------------------------- | ------------------------------------- | ------------------ |
| 79.  | 1.  | Royal Heist          | Királyi Rablás              | Juanma Sanchez Cervantes                                | Mike De Seve, Mike Setaro, Joe Vitale | 2015. október 1.   |
| 80.  | 2.  | Bad Hair Day         | Rossz haj nap               | Eric Bastier                                            | Glenn Dakin                           | 2015. október 1.   |
| 81.  | 3.  | Golditrotters        | Aranycsülök                 | Tatu Pohjavirta, Eric Bastier, Juanma Sanchez Cervantes | Ian Carney                            | 2015. október 1.   |
| 82.  | 4.  | A Fistful of Cabbage | Egy maréknyi Káposzta       | Tatu Pohjavirta, Thomas Lepeska                         | Joe Vitale, Mike De Seve              | 2015. október 16.  |
| 83.  | 5.  | Porcula              | Drakula Malac               | Juanma Sanchez Cervantes                                | Mike De Seve                          | 2015. október 23.  |
| 84.  | 6.  | Didgeridork          | A hangszer                  | Thomas Lepeska                                          | Dave Benjoya                          | 2015. október 23.  |
| 85.  | 7.  | The Porktirat        | A Portré                    | Tatu Pohjavirta, Eric Bastier                           | Ian Carney                            | 2015. október 30.  |
| 86.  | 8.  | Fix It!              | Javítsd meg!                | Marcus Wagenfuhr, Juanma Sanchez Cervantes              | Stuart Kenworthy                      | 2015. november 13. |
| 87.  | 9.  | Age Rage             | Korcsoport                  | Thomas Lepeska, Juanma Sanchez Cervantes                | Stuart Kenworthy                      | 2015. november 27. |
| 88.  | 10. | Catching The Blues   | A Kékek elkapása            | Eric Bastier                                            | Nedra Gallegos, Mike De Seve          | 2015. december 11. |
| 89.  | 11. | Last Tree Standing   | Utolsó Fa Állitás           | Juanma Sanchez Cervantes                                | Jeff Hand                             | 2015. december 18. |
| 90.  | 12. | Happy Hippy          | Boldog Hippi                | Tatu Pohjavirta, Eric Bastier                           | Glenn Dakin                           | 2015. december 25. |
| 91.  | 13. | 'Mind The Pony       | 'A Póni Elméje              | Eric Bastirel                                           | Glenn Dakin                           | 2016. január 8.    |
| 92.  | 14. | Robo-Tilda           | Robo-Tilda                  | Kaissa Pentillä, Thomas Lepeska                         | Joe Vitale                            | 2016. január 22.   |
| 93.  | 15. | King Of The Ring     | A Ring királya              | Thomas Lepeska                                          | Joe Vitale                            | 2016. február 5.   |
| 94.  | 16. | Spaced Out           | Elszállva                   | Tatu Pohjavirta, Thomas Lepeska, Eric Bastier           | Javier Valdez                         | 2016. február 19.  |
| 95.  | 17. | Battling Butlers     | Hadbanáló Inasok            | Tatu Pohjavirta, Juanma Sanchez Cervantes, Kim Helminen | Glenn Dakin                           | 2016. március 4.   |
| 96.  | 18. | Eggshaustion         | Tojás Csere                 | Tatu Pohjavirta, Thomas Lepeska                         | Christopher Panzner                   | 2016. március 18.  |
| 97.  | 19. | Short and Special    | Rövid és Különleges         | Eric Bastier                                            | Stuart Kenworthy                      | 2016. március 25.  |
| 98.  | 20. | Hocus Porcus         | Hókusz Pókusz               | Juanma Sanchez Cervantes                                | Jeff Hand                             | 2016. április 1.   |
| 99.  | 21. | Romance in a Bottle  | Szerelem egy palackba zárva | Thomas Lepeska                                          | Jeff Hand                             | 2016. április 8.   |
| 100. | 22. | The Butler Did It!   | A komornyik csinálta!       | Eric Bastier                                            | Glenn Dakin                           | 2016. április 15.  |
| 101. | 23. | Stalker              | Orvvadász                   | Thomas Lepeska                                          | Glenn Dakin                           | 2016. április 22.  |
| 102. | 24. | Photochucked         | Kotyogás lefotózva          | Juanma Sanchez Cervantes                                | Richard Preddy                        | 2016. április 29.  |
| 103. | 25. | Bake On!             | Sütésre fel!                | Tatu Pohjavirta, Thomas Lepeska                         | Stuart Kenworthy                      | 2016. május 6.     |
| 104. | 26. | Toy Hoggers          | Játékölelő disznók          | Kim Helminen                                            | Christopher Panzner                   | 2016. május 13.    |